# Juan Carlos Onetti, un escritor
Juan Carlos Onetti, un escritor es una película documental de Argentina filmada en colores dirigida por Julio Jaimes que se produjo en 1973 en el transcurso de un reportaje a Onetti y no fue estrenado comercialmente.

## Producción
Fue filmado en un solo día en Montevideo y está construido  sobre la estructura de planos secuencia y textos en off.

## Juan Carlos Onetti
Juan Carlos Onetti Borges (Montevideo, 1 de julio de 1909 - Madrid, 30 de mayo de 1994) fue un escritor uruguayo. enormemente original, coherente. Ejerció diferentes oficios y escribía cuentos y artículos que fueron publicados en diversos medios de Buenos Aires y Montevideo hasta 1939, en  que  publica su primera novela, El pozo (en Editorial Signo). También fue secretario de redacción de las revistas Vea y Lea e Ímpetu. 

## Comentarios
Julio Jaimes declaró:

«El film lo concebí como un retrato, un film literario…donde junto con la imagen, las pausas y el texto adquirieran toda la dimensión  del clima de lo literario.» 